# 펠코
펠코(Pelco)는 미국의 보안솔루션 회사이다. 1957년 설립되었으며 2007년 슈나이더 일렉트릭에 인수되었으나 2019년 5월에 미국의 캐피탈회사 Transom Capital Group에 매각되어 슈나이더일렉트릭과 분리되었다. 펠코의 제품은 공항, 항만, 핵발전소, 군부대, 화학공장,정부관청, 공공시설, 카지노, 연구소, 대학 등의 중요시설에 판매되고 있다.